# Mac書道
Mac書道（マック・しょどう、MacCalligraphy）は（株）演算星組が開発販売する、Macintosh用グラフィックスソフトウェアである。

## 概説
マウスを筆に見立て、「にじみ」や「かすれ」をシミュレートした、日本ならではのペイントソフト。
1986年に発表され、1987年に米国MacUser誌上でその年のベストクリエイティブソフトウェアに選ばれる。アメリカでのソフトの正式名称は「MacCalligraphy」である。その後、日本で1996年に「Mac書道pro」が発表され、1999年に「Mac書道・山水」が発表される。
ソースネクストから、Windowsに対応した「Win書道」が発売されている。